# Henri de Dreux (1193-1240)
Pour les articles homonymes, voir Henri de Dreux.
Henri de Dreux (ou Henri de Braine, parfois appelé Henri Ier), né vers 1193, fut archevêque de Reims de 1227 jusqu’à sa mort en 1240.
Il était le fils de Robert II, comte de Dreux et de Yolande de Coucy, cousin du Roi Philippe Auguste. Après sa mort au château de Courville, le 6 juillet 1240, il sera inhumé dans l’église abbatiale de Vaucelles, dont il avait fait la dédicace cinq ans auparavant.

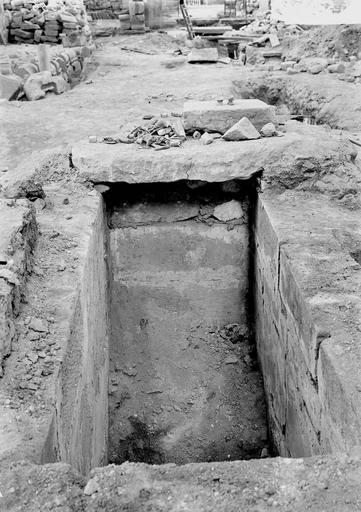
Tombe d'Henry de Braine en la cathédrale de Reims.